# 山田乙三
山田 乙三（やまだ おとぞう、1881年（明治14年）11月6日 - 1965年（昭和40年）7月18日）は、日本の陸軍軍人。最終階級は陸軍大将。
最後の関東軍総司令官として玉音放送による「聖断」を受諾し、ソ連軍に降伏した。
息子は登山家の山田二郎。

## 経歴

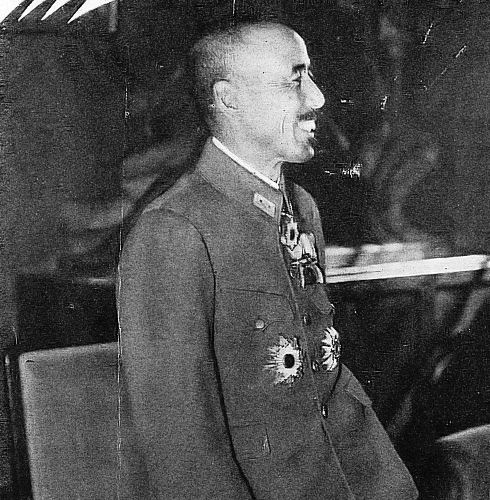
1939年

陸軍経理官・市川確の三男として生まれ、山田貫之の養子となった。成城学校（新宿区原町）から陸軍中央幼年学校を経て、1902年（明治35年）に陸軍士官学校（14期）を卒業。同期に古荘幹郎、西尾寿造、宇佐美興屋らがいる。1912年（大正元年）に陸軍大学校を（24期）卒業、同期に土肥原賢二、飯田貞固、牛島貞雄、香月清司、酒井鎬次、谷寿夫、柳川平助、山岡重厚がいた。
参謀本部総務部長、陸軍士官学校校長、第12師団長を歴任。軍令、教育畑が長く政治色は薄かった。1939年（昭和14年）10月、中支那派遣軍司令官から教育総監に就く。1940年（昭和15年）8月、陸軍大将に進級。1944年（昭和19年）2月に東條英機首相兼陸相が国務と統帥の一元化を図り、参謀総長兼任を企図した際には、杉山元参謀総長が強く抵抗、山田も統帥権独立への抵触を危惧するが、最終的にはこれを容認した。しかし7月のサイパン失陥を契機に東條は退陣、参謀総長となった梅津美治郎の後任として関東軍総司令官に就任する。満洲国の日本大使（正式には、満洲国駐箚特命全権大使。）は関東軍総司令官が兼任することになっているため、駐満洲の日本大使ともなる。
1945年（昭和20年）8月9日、ソ連軍が対日参戦、当日は大使として、満州の国防団体の結成大会出席のため大連に出張中であり急遽新京に帰還する。この大連出張の際に保養地のホテルに泊まっていたため、帰還が遅れたとも言われている。総司令部を通化に撤退させ持久戦を図るが、15日には日本のポツダム宣言受諾により終戦詔書が発布される。19日にはジャリコウヴォのワシレフスキー元帥（極東ソ連軍総司令官）との停戦交渉を開始。
その後は関東軍総参謀長秦彦三郎や総参謀副長松村知勝、作戦主任参謀草地貞吾らとともにソ連に抑留（シベリア抑留）。
ハバロフスクの第45特別地区（将校収容所）に収容された。
10年以上経って日本へ帰国した。

## 年譜
- 1901年（明治34年）5月 陸軍中央幼年学校卒業。
- 1902年（明治35年）11月 陸軍士官学校卒業。
- 1903年（明治36年）6月 陸軍少尉。騎兵第3聯隊附。
- 1905年（明治38年）2月 陸軍中尉。陸軍士官学校教官。
- 1912年（大正元年）
  - 9月 陸軍大尉。
  - 11月 陸軍大学校卒業。騎兵第3聯隊中隊長。
- 1913年（大正2年）8月 参謀本部員。
- 1918年（大正7年）6月 陸軍少佐。陸軍騎兵学校教官。
- 1922年（大正11年）8月 陸軍中佐。騎兵監部員。
- 1924年（大正13年）2月 騎兵第26聯隊隊長。
- 1925年（大正14年）8月 陸軍大佐。
- 1926年（大正15年）3月 朝鮮軍参謀。
- 1927年（昭和2年）7月 参謀本部通信課長。
- 1930年（昭和5年）8月 陸軍少将。陸軍騎兵学校教育部長。
- 1931年（昭和6年）8月 騎兵第4旅団長。
- 1932年（昭和7年）8月 陸軍通信学校校長。
- 1933年（昭和8年）8月 参謀本部第3部長。
- 1934年（昭和9年）8月 陸軍中将。参謀本部総務部長。
- 1935年（昭和10年）
  - 8月 兼参謀本部第3部長。
  - 12月 陸軍士官学校校長。
- 1937年（昭和12年）3月 第12師団長。
- 1938年（昭和13年）
  - 1月 第3軍司令官。
  - 12月中支那派遣軍司令官。
- 1939年（昭和14年）10月 教育総監兼軍事参議官。
- 1940年（昭和15年）8月 陸軍大将[3]。
  - 10月 免兼。
- 1941年（昭和16年）7月 兼防衛総司令官。
  - 1 2月 免兼。
- 1944年（昭和19年）7月 関東軍総司令官、在満州国特命全権大使。
- 1945年（昭和20年）8月15日 終戦。
- 1948年（昭和23年）1月31日 公職追放仮指定を受けた[4]。
- 1956年（昭和31年）6月26日 シベリア抑留より復員。
- 1965年（昭和40年）7月18日 死去。

## 栄典
位階
- 1937年（昭和12年）4月1日 - 正四位
- 1940年（昭和15年）4月15日 - 従三位
- 1943年（昭和18年）5月1日 - 正三位

勲章
- 1934年（昭和9年）2月7日 - 勲二等瑞宝章[5]

## 伝記
- 楳本捨三『将軍の四季 最後の関東軍総司令官山田乙三大将』（光人社、1983年） ISBN 4-7698-0211-0
- 半藤一利、横山恵一、秦郁彦、原剛『歴代陸軍大将全覧 昭和篇 満州事変・支那事変期』（中央公論新社、2010年）ISBN 978-4-12-150337-4